# Selesyuz
Selesyuz (azerbajdzjanska: Sələsüz) är en ort i Azerbajdzjan.   Den ligger i distriktet Nachitjevan, i den sydvästra delen av landet, 400 km väster om huvudstaden Baku. Selesyuz ligger 1 135 meter över havet och antalet invånare är 588.
Terrängen runt Selesyuz är huvudsakligen kuperad, men åt sydväst är den platt. Närmaste större samhälle är Cahri, 9,3 km sydväst om Selesyuz. 
Trakten runt Selesyuz består i huvudsak av gräsmarker. Runt Selesyuz är det ganska glesbefolkat, med 30 invånare per kvadratkilometer.